# Dorothy Hale

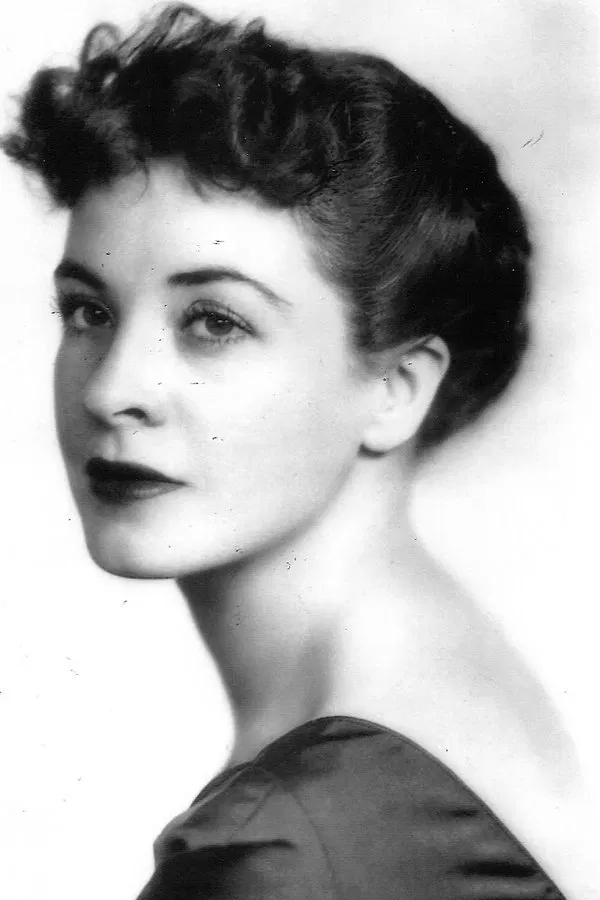
Dorothy Hale, 1934

Dorothy Hale, geb. Dorothy Anderson Donovan (* 11. Januar 1905 in Pittsburgh, Pennsylvania; † 21. Oktober 1938 in New York City) war eine US-amerikanische Schauspielerin, die vor allem durch das Gemälde The Suicide of Dorothy Hale von Frida Kahlo bekannt wurde.

## Leben
Dorothy Donovan wurde in Dunmoyle Place im East End von Pittsburgh geboren. Sie hatte mehrere Geschwister. Ihr Vater, James P. Donovan, war ein Immobilienunternehmer in Pittsburgh. Sie erhielt ihre Schulbildung in einem Kloster in Greensburg und studierte anschließend an der Schauspielschule des Carnegie Institute of Technology. Im Alter von 16 Jahren verließ sie ihr Elternhaus, um in New York City Karriere auf der Bühne zu machen.
Dorothy Donovans Versuche, Anfang der 1920er Jahre eine Schauspielkarriere aufzubauen, beschränkten sich im Wesentlichen auf eine Rolle im Chor eines abendfüllenden Broadway-Musicals. Nach dem Tod ihres zweiten Mannes, des Künstlers Gardner Hale, im Jahr 1931 versuchte sie, ihre Karriere wieder in Gang zu bringen. Ihr auffälliges Aussehen verhalf ihr zu einem Film-Casting in Hollywood, das 1932 zu einem namenlosen Auftritt in Cynara unter der Regie von King Vidor und 1934 zu einer kleinen Rolle in Alexander Kordas Produktion The Rise of Catherine the Great führte, doch diese Ausflüge in die Filmwelt führten nicht zu weiteren Engagements in Hollywood. Hale kehrte bald nach New York zurück, wo sie für die regionalen Probevorstellungen von Clare Boothe Luce’ Theaterstück Abide With Me engagiert wurde – für die Premiere in New York wurde sie jedoch ersetzt. Nach diesem Engagement schien ihre Karriere ins Stocken geraten zu sein. Trotz ihrer beruflichen Enttäuschungen blieb Dorothy Hale eine bekannte Figur in der New Yorker Gesellschaftsszene. Sie nahm die alternative Rolle der „gefeierten Schönheit“ ein und war mit bekannten Künstlern, Politikern und Mitgliedern der High Society befreundet.

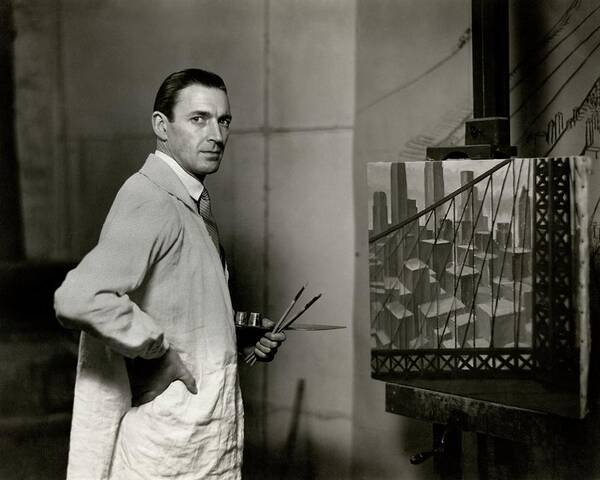
Gardner Hale vor einem Gemälde, vor 1931

Sie war zweimal verheiratet, in erster Ehe mit dem Millionär T. Gaillard Thomas II. Nach der Scheidung heiratete sie 1931 den Künstler Gardner Hale, einen bekannten Freskenmaler, der jedoch kurz darauf bei einem Autounfall ums Leben kam. Der frühe Tod ihres Mannes führte zu finanziellen und emotionalen Krisen, und Hale musste von ihren Freunden finanziell unterstützt werden, um ihren Lebensstil aufrechterhalten zu können. Trotz zahlreicher Freundschaften mit prominenten Persönlichkeiten, darunter Clare Boothe Luce, kämpfte Hale zunehmend mit Depressionen und Zukunftsängsten. Im Frühling 1938 vertraute Hale Luce an, sie habe „die große Liebe ihres Lebens“, Harry Hopkins, einen Berater von Präsident Franklin D. Roosevelt, gefunden und die Verlobung werde bald bekannt gegeben. Zur Heirat kam es nicht, angeblich habe Roosevelt von Hopkins verlangt, die Affäre mit Hale zu beenden.
Das zentrale Element der Erzählung rund um Dorothy Hales Suizid war die Party, die sie am Tag vor ihrem Tod veranstaltet hatte. Mehrere Presseberichte betonten, dass die Party auf irgendeine Weise misslungen sei – ein Autor ging sogar so weit zu behaupten, dass die Erfahrung dieser Party sie zum Suizid getrieben habe. In dieser Deutung war die Veranstaltung nicht bloß ein gesellschaftliches Treffen, sondern ein Versuch Hales, ihre Bühnenkarriere neu zu starten. Doch das Beisammensein erwies sich als „erbärmlich“, als „Misserfolg“, da „die bedeutendsten der eingeladenen Gäste fernblieben“. Die Berichte über die Party stützten den in der Presse vermittelten Gesamteindruck von Dorothy Hale als einer Frau, die in ihren Bemühungen um Liebe, Arbeit oder gesellschaftliche Stellung enttäuscht worden war. Gleichzeitig finden sich in diesen Berichten jedoch auch wiederholte Hinweise auf ihre luxuriöse Wohnung, ihre opulente Garderobe, ihre glamourösen Freunde und ihren beneidenswerten Lebensstil – stets begleitet von großformatigen Fotos, die Hales Schönheit unterstrichen. Der Kontrast zwischen Mitleid und Neid – zwischen Liebeskummer, Schlaflosigkeit und Geldsorgen einerseits und Cocktails im Twenty-One Club mit Morgan Pierpont Hamilton andererseits – macht Hale in diesen Erzählungen zu einer rätselhaften und fesselnden Figur.

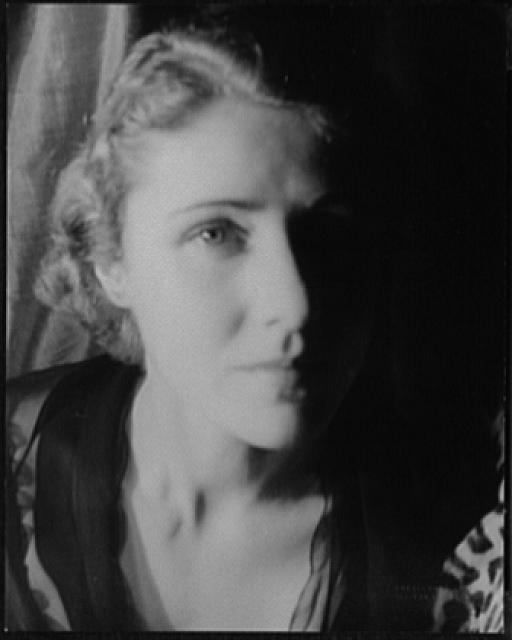
Clare Boothe Luce, 1932

Auf ihrer Party trug Dorothy Hale ein Kleid, zu dem ihr ihre Freundin Clare Boothe geraten hatte: ein schwarzes Samtkleid, das sie „Madame X“ nannte, und das Hale schon seit einiger Zeit besaß. Es erhielt diesen Namen in Anlehnung an John Singer Sargents Porträt „Madame X“ (Virginie Gautreau) von 1884, das auf der Pariser Ausstellung wegen der freizügigen Darstellung des erotisierten Körpers der Dargestellten für Aufsehen gesorgt hatte. Hale trug in der Nacht ihres Todes dieses Kleid.

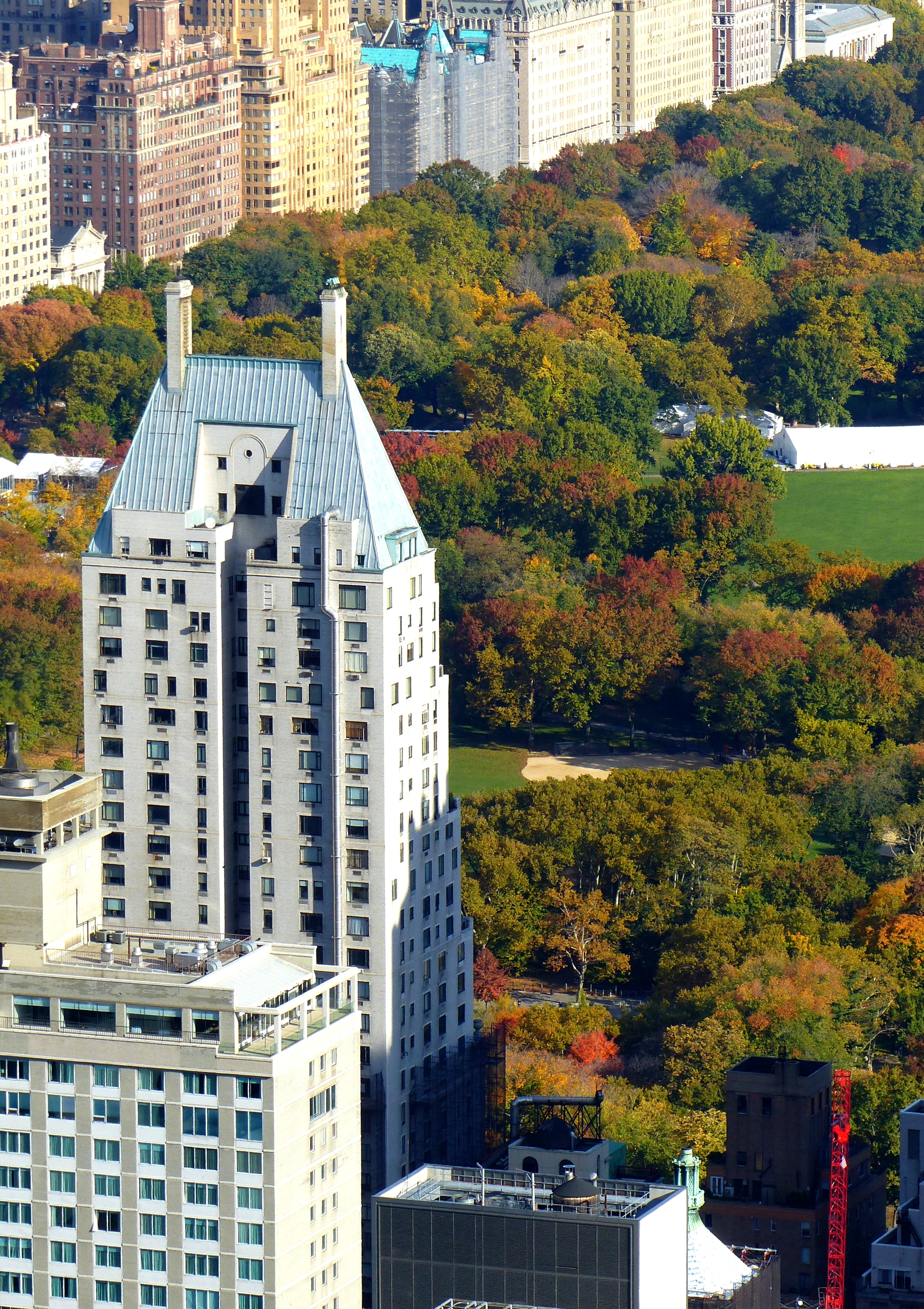
Hampshire House, Manhattan, New York

Am 21. Oktober stürzte Dorothy Hale im Alter von 33 Jahren aus dem Fenster ihres Apartments im 16. Stock des Hampshire House in New York City am Central Park. An das Dekolleté ihres schwarzen Abendkleides war seitlich ein Anstecksträußchen aus kleinen gelben Rosen geheftet, das der Bildhauer Isamu Noguchi ihr geschickt hatte. Die Polizei stufte den Fall als „Sturz oder Sprung, wahrscheinlich Suizid“ ein, was durch drei hinterlassene Abschiedsbriefe bestätigt wurde. Diese Briefe waren an ihren Anwalt John H. Vincent adressiert und datierten vom 14. September sowie vom 19. und 20. Oktober 1938. Laut ihrem Anwalt litt Dorothy Hale an einer wiederkehrenden Krankheit und war in den letzten fünf Jahren mehrmals im Krankenhaus gewesen. In einem ihrer Abschiedsbriefe äußerte sie den Wunsch, ihre Asche solle in Newport, Rhode Island, neben der ihres verstorbenen Mannes Gardner Hale beigesetzt werden.
Der amerikanische Bildhauer und Landschaftsarchitekt Isamu Noguchi (1904–1988) ist eine wiederkehrende Figur in dieser Geschichte und wird unabhängig voneinander mit Dorothy Hale, Clare Boothe und Frida Kahlo in Verbindung gebracht. Er war nicht nur ein früher Freund von Dorothy Hale, sondern hatte auch eine kurze Affäre mit Frida Kahlo. Noguchi hatte 1933 den Auftrag erhalten, eine Büste von Clare Boothe aus weißem Marmor anzufertigen. Die Fäden der Geschichte liefen 1934 zusammen, als Noguchi, Boothe und Hale in Buckminster Fullers Dymaxion-Auto zur Premiere von Gertrude Steins und Virgil Thomsons Oper Four Saints in Three Acts in Hartford, Connecticut, fuhren. Noguchi behauptete, er habe Dorothy Hale in der Nacht vor ihrem Tod gesehen, und ihre letzten Worte an ihn seien gewesen: „Nun, das ist das Ende des Wodkas. Es gibt keinen mehr.“

## Karriere
Hale begann als Chormädchen in dem Musical Lady, Be Good. Sie trat bei den Ziegfeld Follies auf, verließ die Show aber nach einer Verletzung. In Hollywood hatte sie einen kleinen Auftritt ohne Credit in Cynara unter der Regie von King Vidor (1932); zwei Jahre später in Großbritannien eine deutlich größere, in den Credits erwähnte Nebenrolle als Herzogin in Alexander Kordas Historienfilm Katharina die Große. Weitere Filmrollen erhielt sie jedoch nicht. In New York wirkte Hale bei Probeaufführungen von Clare Boothe Luces Theaterstück Abide With Me mit, wurde jedoch bei der Premiere ersetzt. Sie war bekannt für ihre Schönheit, ihren Charme und ihre Eleganz, doch trotz ihrer Beziehungen und ihrer gesellschaftlichen Präsenz gelang es ihr nicht, eine erfolgreiche Schauspielkarriere zu starten. Laut Luce war Hale von „außergewöhnlicher Schönheit“, hatte aber „sehr wenig Talent und kein Glück“.

## Gemälde von Frida Kahlo
Berühmt wurde sie durch Frida Kahlos Gemälde The Suicide of Dorothy Hale (spanisch El Suicidio de Dorothy Hale) (1939). Das Gemälde war von Dorothy Hales Freundin Clare Boothe Luce in Auftrag gegeben worden, die es Hales Mutter schenken wollte. Ursprünglich hatte Clare Luce ein eher konventionelles Andenken an Dorothy Hale erwartet. Stattdessen schuf Kahlo ein dramatisches und expressives Werk, das in mehreren Szenen den Sturz Dorothy Hales aus dem Fenster eines Wolkenkratzers darstellt. Im oberen Teil des Bildes ist Dorothy Hale in einem eleganten schwarzen Kleid neben einem oberen Fenster des Gebäudes stehend und dann mitten im Sturz dargestellt. Ihr Körper erscheint wiederholt in verschiedenen Phasen des Sturzes, bis sie am unteren Bildrand mit offenen Augen in einer Blutlache auf dem Boden liegt. Durch die wiederholte Darstellung des Sturzes entsteht ein fast filmischer Ablauf, der die Tragik des Augenblicks verstärkt. Die Inschrift am unteren Bildrand beschreibt in spanischer Sprache die Umstände von Hales Tod. Die Handschrift Frida Kahlos verleiht dem Werk eine intime Qualität.
Frida Kahlos Gemälde El suicidio de Dorothy Hale ist eines der ungewöhnlichsten Werke in der Kunstgeschichte. Dies liegt nicht nur am tragischen Thema, sondern auch an der eingesetzten malerischen Illusionstechnik, dem Trompe-l’œil-Effekt. Frida Kahlo nutzt diese Technik, um das Bild wie ein reales Objekt und nicht wie eine Darstellung erscheinen zu lassen.
- Ein Beispiel hierfür ist der gemalte Bilderrahmen. Das Ereignis ist von einer bemalten Umrahmung umgeben, auf der die Wolken scheinbar darüber hinausgehen.
- Papierband mit Text (Widmung): Am unteren Bildrand befindet sich ein gemaltes Papierband, das wie echtes Papier aussieht und eine handschriftliche Inschrift trägt. Es scheint, als wäre dieses Band direkt auf das Bild geklebt. Ein Fuß von Dorothy Hale ragt darüber hinaus und verstärkt dadurch den illusionistischen Effekt.

Symbolisch verbindet Kahlo Elemente des Surrealismus mit der mexikanischen Tradition des Totengedenkens. Das Blut und die Blumen, die Dorothy Hale umgeben, erinnern an die Vermischung von Leben und Tod in der mexikanischen Kultur. Die Wahl des schwarzen Kleides und die Höhe des Sturzes unterstreichen die soziale Isolation und Verzweiflung, die Hale empfand.
Das Gemälde wurde nachträglich von Frida Kahlo geändert. In der dritten Zeile der Bildunterschrift „Zu ihrem Gedenken wurde dieses Retablo von Frida Kahlo angefertigt“ wurde der Text „von Mrs. Clare Boothe Luce in Auftrag gegeben“ von Isamu Noguchi entfernt. Ein Engel am Himmel, der ein Banner trug, auf dem in Spanisch geschrieben stand, dies sei „Der Suizid von Dorothy Hale, gemalt auf Wunsch von Clare Boothe Luce, für die Mutter von Dorothy“, wurde übermalt. Luce war von der ursprünglichen Fassung entsetzt und wollte das Gemälde zerstören. Sie übergab es ihrem Freund Frank Crowninshield, dessen Sohn es nach Crowninshields Tod der Familie von Luce zukommen ließ. Das Gemälde befindet sich heute im Besitz des Phoenix Art Museum (Phoenix, Arizona, USA).

## Rezeption
Das Leben von Hale und Frida Kahlos Gemälde The Suicide of Dorothy Hale waren 2007 Grundlage des Off-Broadway-Theaterstücks The Rise of Dorothy Hale von Myra Bairstow, die neben Selbsttötung auch Mord als Todesursache Hales für möglich hält. Myra Bairstow betreibt außerdem einen Dorothy-Hale-Blog. Dort ist angegeben, dass Hales Mutter nach Bairstows Recherchen bereits gestorben sei, als Hale 16 Jahre alt war, was mit Clare Boothe Luce’ Darstellung der Entstehung von Frida Kahlos Gemälde nicht vereinbar ist. Auch Pamela Hamiltons Roman Lady Be Good: The Life and Times of Dorothy Hale basiert auf dem Leben von Dorothy Hale.